# Kanton Cattenom
Cattenom is een voormalig kanton in het arrondissement Thionville van het Franse departement Moselle. Het kanton werd opgeheven bij decreet van 18 februari 2014 met uitwerking in maart 2015, waarbij de gemeenten werden opgenomen in het kanton Yutz.

## Gemeenten
Het kanton Cattenom omvatte de volgende gemeenten:
- Basse-Rentgen
- Berg-sur-Moselle
- Beyren-lès-Sierck
- Boust
- Breistroff-la-Grande
- Cattenom (hoofdplaats)
- Entrange
- Escherange
- Évrange
- Fixem
- Gavisse
- Hagen
- Hettange-Grande
- Kanfen
- Mondorff
- Puttelange-lès-Thionville
- Rodemack
- Roussy-le-Village
- Volmerange-les-Mines
- Zoufftgen